# Ramón Santander Benicia
Ramón Santander Benicia   (Maçanet de Cabrenys, 1722 - Palma, 27 de novembre de 1792) fou un militar i enginyer espanyol, capità general de Mallorca.
Ingressà a l'exèrcit espanyol, on el 1736 assolí el grau de subtinent. En 1741 fou destinat a Sevilla i en 1744 participà en la campanya d'Itàlia en el regiment de Savoia. En 1745 va ingressar al Cos d'Enginyers i en 1749 fou destinat a Mallorca, on s'encarregà de les fortificacions de les illes d'Eivissa i Formentera. En 1753 fou ascendit a Enginyer Ordinari i en 1760 a tinent coronel. Després de realitzar els plànols del castell de Maó fou destinat a Orà de 1762 a 1766, i a Catalunya de 1766 a 1771. En 1765 ascendí a coronel i en 1771 tornà a Mallorca, on fou ascendit a Enginyer Director encarregat de supervisar la fortificació de Palma. Després de participar en el setge de Gibraltar, tornà definitivament a Mallorca, on acaba la plataforma del Mirador i les cortines adjacents i va fer diversos plànols de fortificació de l'illa. Va ser capità general de Mallorca interí en 1790.